# 인디언 이주

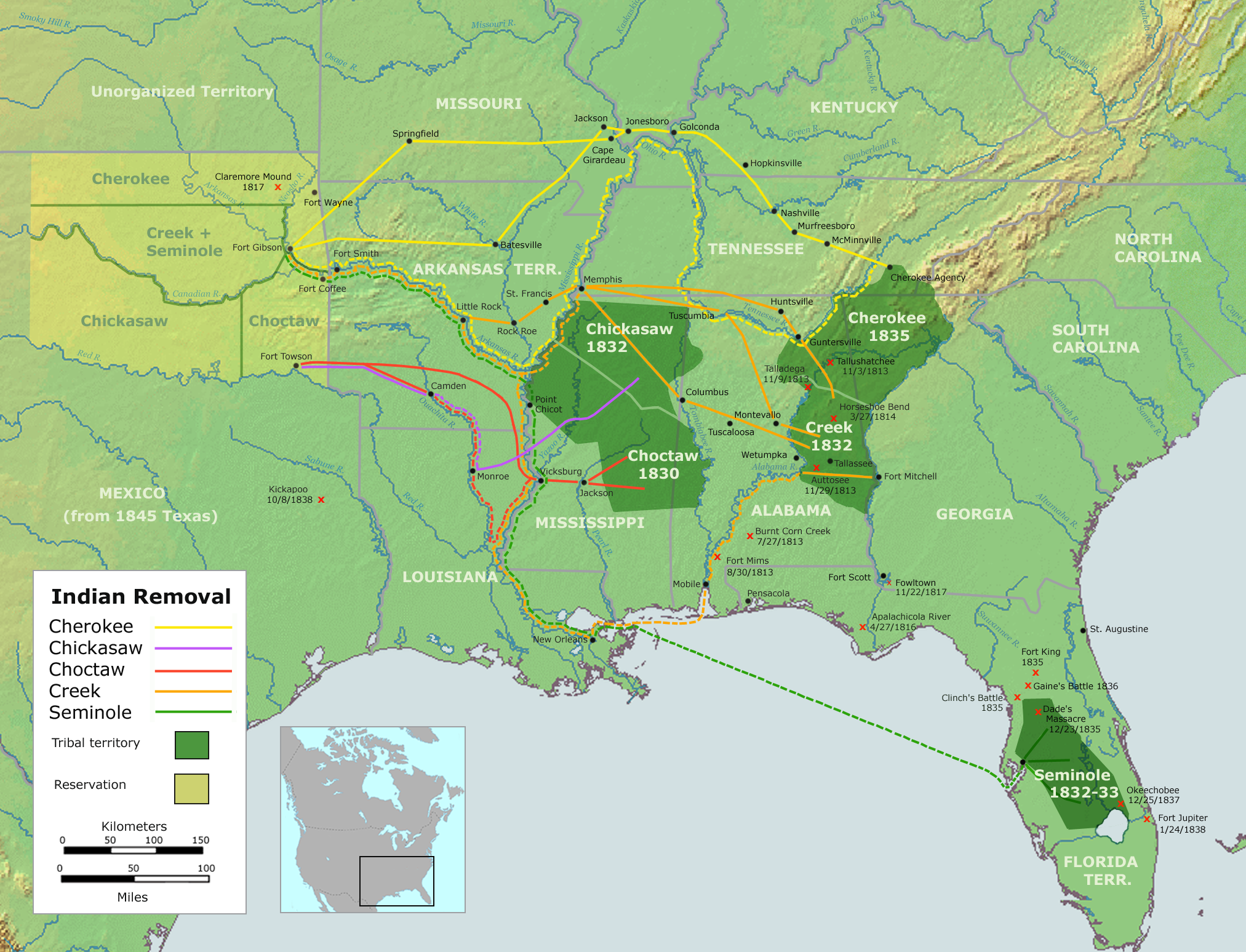
남부의 이주 경로

인디언 이주(Indian Removal)는 미국 미시시피강 동쪽에 살던 인디언 부족을 미시시피 강 서쪽의 땅을 강제로 이주시켰던 19세기 미국 정부의 정책이다. 《인디언 이주법》(Indian Removal Act)은 1830년 5월 26일 미국 대통령 앤드루 잭슨에 의해 서명된 법이다. 수만 명에 이르는 인디언들이 도중에 죽음을 당했으며, 이때 걸어서 간 길은 그곳에 정착한 백인도, 인디언도 눈물을 흘리지 않을 수 없는 불행이기 때문에, "눈물의 길"이라고 불렀다.

## 개요
1783년 파리 조약으로 미국의 독립이 공식적으로 인정된 이후 수십 년이 지나 미국은 급속한 인구증가를 경험하게 된다. 급속하게 증가한 인구는 인디언 영토로 진출하였다. 인디언과 백인과 토지 협정은 토지 매매를 비롯한 여러 연방조약에 의해 성립되었다. 그러나 인디언에게 "땅을 판다"는 문화는 없었고, 이는 이후 인디언과 백인 사이의 분쟁의 불씨가 되었다.
마지막으로, 미국 연방 정부는 인디언 부족을 철저히 배제할 방침을 세우고, 부족을 위해 예비해둔(Reserved) 땅으로 당시 미국의 세력 범위 밖에 있던 서쪽 땅(보호구역, Reservation)을 발표함으로써 그들의 토지를 판매하도록 강요하기 시작했다.

### 인디언 이주법
이 정책은 1830년 앤드루 잭슨 대통령의 《인디언 이주법》의 통과로 가속되었다. 이 법률에는 조약을 맺어서 토종 원주민인 인디언을 이주시키는 것을 허용한 법률이었다. 현재 오클라호마에 있는 "인디언 준주"가 1830년대 북부에서 남부에 걸친 인디언 부족의 거의 전부를 강제 수용하기 위한 토지로 제공되었다. 이런 미국 인디언 정책의 결과로 궁극적으로 약 10만명에 이르는 인디언이 서쪽으로 강제 이주당했다.
공식적으로는 이주법 그 자체는 인디언의 이주를 강제하지 않았고, 이론적으로 이주는 "자발적으로 이루어진다"고 되어 있었다. 그러나 인디언이 이주를 거부하고 머물 것을 결정하면, 연방 조약을 파기한 것으로 간주하여, 조약 규정 상 미국 측의 책임인 보호 및 연금을 받지 못하고, 백인에게 동화되는 것을 받아들이지 않을 수 없었다. 그들은 부족이 아닌 개인 단위로 취급되어, 백인 정착민들에게 둘러싸여 생활하는 형태가 되는 것이다. 이러한 사실은 잭슨 행정부가 부족 지도자들에게 이주 협약에 서명(인디언은 문자가 없었기 때문에, 대부분 ×표만 쓰게 함)을 받기 위해 육군의 무력을 내세워 부족의 존망과 관련될 압력을 행사했다.
모든 지파에서 지도자끼리 이주정책에 대해 대립하여, 이 강제 이주의 압력은 부족의 씁쓸한 분열을 일으켰다. 미국 정부 당국은 이주 협약에 대한 합의에 저항하는 부족 지도자들을 무시하고 이주를 지지했던 부족 지도자들과 거래했다. 예를 뉴에코타 조약은 체로키의 주요 지도자들과 파벌에 의해 합의되었지만, 그들은 부족에서 선발된 지도자들은 아니었다.

### 눈물의 길
이 협약의 조항은 앤드류 잭슨 대통령에 의해 집행되었고, 눈물의 길에서 약 4000명의 체로키 부족의 죽음 (대부분 과로와 질병에 의한)을 가져왔다. 마찬가지로 촉토 부족도 강제 이주 도중에, 과로와 질병으로 막대한 사망자가 발생했다.
인디언 강제 이주는 미국 육군이 기마로 호송했지만, 인디언들은 걸어서 가야 했다. "체로키의 눈물의 길"에서 당시의 기록에는 "무덤에 들어갈 노파가 무거운 짐을 짊어지고 걷고 있었다"라고 증언했다. 강제 이동의 관리 대리인을 최저 가격으로 입찰한 민간인으로 뽑았기 때문에 관리 소홀과 부실한 호송대책, 이주 전후 인디언의 법적 권리 보호의 실패(대개는 사보타주)를 가져와 민족 이동은 인디언에 엄청난 고통과 죽음을 안기게 하는 것이었다.
대부분의 인디언은 내키지 않았지만, 평화적으로 이주 조약에 따랐고, 일부 부족은 이주 협약을 막기 위해 저항하며 싸웠다. 남동부에서는 두 단기전(1832년 《블랙 호크 전쟁》과 1836년 《제2차 크리크 전쟁》)과 수렁에 빠진 초토화 작전에 의한 전쟁(1835년부터 1842년 7년간의 《제2차 세미놀 전쟁》)이 발발했다. 《세미놀 전쟁》은 게릴라전 양상을 띠며, 지금은 "인디언의 베트남 전쟁"이라고 불렀다.

## 남부의 이주
| 부족      | 이주 조약 이전의 인구    | 이주조약 (서명연도)          | 이주년도  | 강제이주민수        | 남동쪽에 남은 수 | 이주 중 사망자        | 전쟁 사망자             |
| --------- | ------------------------ | ---------------------------- | --------- | ------------------- | ---------------- | --------------------- | ----------------------- |
| 촉토 족   | 19,554 + 6000 흑인 노예  | 댄싱 래빗 크리크 조약 (1830) | 1831–1836 | 12,500              | 7,000            | 2,000–4,000+ (콜레라) | n/a                     |
| 크릭 족   | 22,700 + 900 흑인 노예   | 쿠세타 조약 (1832년)         | 1834–1837 | 19,600              | ?                | 3,500 (이주후 질병)   | ? (제2차 크리크 전쟁)   |
| 치카소 족 | 4,914 + 1,156 흑인 노예  | 폰토톡 크리크 조약 (1832)    | 1837–1847 | 4,000 이상          | 수백             | 500–800               | n/a                     |
| 체로키 족 | 21,500 + 2,000 흑인 노예 | 뉴에코타 조약 (1835년)       | 1836–1838 | 20,000 + 2,000 노예 | 1,000            | 2,000–8,000           | n/a                     |
| 세미놀 족 | 5,000 + 탈주 노예        | 패인스 랜딩 조약 (1832년)    | 1832–1842 | 2,833               | 250–500          |                       | 700 (제2차 세미놀 전쟁) |

많은 수치들이 반올림 됨.

## 같이 보기
- 도스 법